# Placidochromis
Placidochromis es un género de peces de la familia Cichlidae y de la orden de los Perciformes. Es un endemismo del lago Malawi en África Oriental.

## Especies
- Placidochromis acuticeps Hanssens, 2004
- Placidochromis acutirostris Hanssens, 2004
- Placidochromis argyrogaster Hanssens, 2004
- Placidochromis boops Hanssens, 2004
- Placidochromis borealis Hanssens, 2004
- Placidochromis chilolae Hanssens, 2004
- Placidochromis communis Hanssens, 2004
- Placidochromis domirae Hanssens, 2004
- Placidochromis ecclesi Hanssens, 2004
- Placidochromis electra – Deepwater Hap
- Placidochromis elongatus Hanssens, 2004
- Placidochromis fuscus Hanssens, 2004
- Placidochromis hennydaviesae
- Placidochromis intermedius Hanssens, 2004
- Placidochromis johnstoni
- Placidochromis koningsi Hanssens, 2004
- Placidochromis lineatus Hanssens, 2004
- Placidochromis longimanus
- Placidochromis longirostris Hanssens, 2004
- Placidochromis longus Hanssens, 2004
- Placidochromis lukomae Hanssens, 2004
- Placidochromis macroceps Hanssens, 2004
- Placidochromis macrognathus Hanssens, 2004
- Placidochromis mbunoides Hanssens, 2004
- Placidochromis milomo – Super VC-10 Hap
- Placidochromis minor Hanssens, 2004
- Placidochromis minutus Hanssens, 2004
- Placidochromis msakae Hanssens, 2004
- Placidochromis nigribarbis Hanssens, 2004
- Placidochromis nkhatae Hanssens, 2004
- Placidochromis nkhotakotae Hanssens, 2004
- Placidochromis obscurus Hanssens, 2004
- Placidochromis ordinarius Hanssens, 2004
- Placidochromis orthognathus Hanssens, 2004
- Placidochromis pallidus Hanssens, 2004
- Placidochromis phenochilus
- Placidochromis platyrhynchos Hanssens, 2004
- Placidochromis polli
- Placidochromis rotundifrons Hanssens, 2004
- Placidochromis subocularis
- Placidochromis trewavasae Hanssens, 2004
- Placidochromis turneri Hanssens, 2004
- Placidochromis vulgaris Hanssens, 2004